# San Blas (Asunción)
San Blas es un barrio de la ciudad de Asunción, capital de la República del Paraguay.

## Historia
San Blas es un barrio "emergente". Fue poblada por gente de otros sitios. Al inicio, la zona estaba rodeada de bosques.

## Geografía
Está situado en la ciudad de Asunción, capital del Paraguay, hacia el noreste, limitando con el municipio de Mariano Roque Alonso.

## Límites
- Al norte limita con la ciudad de Mariano Roque Alonso.
- Al sur limita con el barrio Loma Pyta.
- Al este limita con la ciudad de Luque.
- Al oeste limita con el barrio Loma Pyta.

## Demografía
La población es de 4257 habitantes. El barrio cuenta con 1037 viviendas aproximadamente con un promedio de 11 habitantes por cada una de ellas.